# Hartmut Briesenick
Hartmut Briesenick (Luckenwalde, RDA, 17 de marzo de 1949 - Alemania, 8 de marzo de 2013) fue un atleta olímpico de Alemania del Este que compitió en la categoría de Lanzamiento de peso masculino.